# St. Johannes der Täufer (Schwerzen)

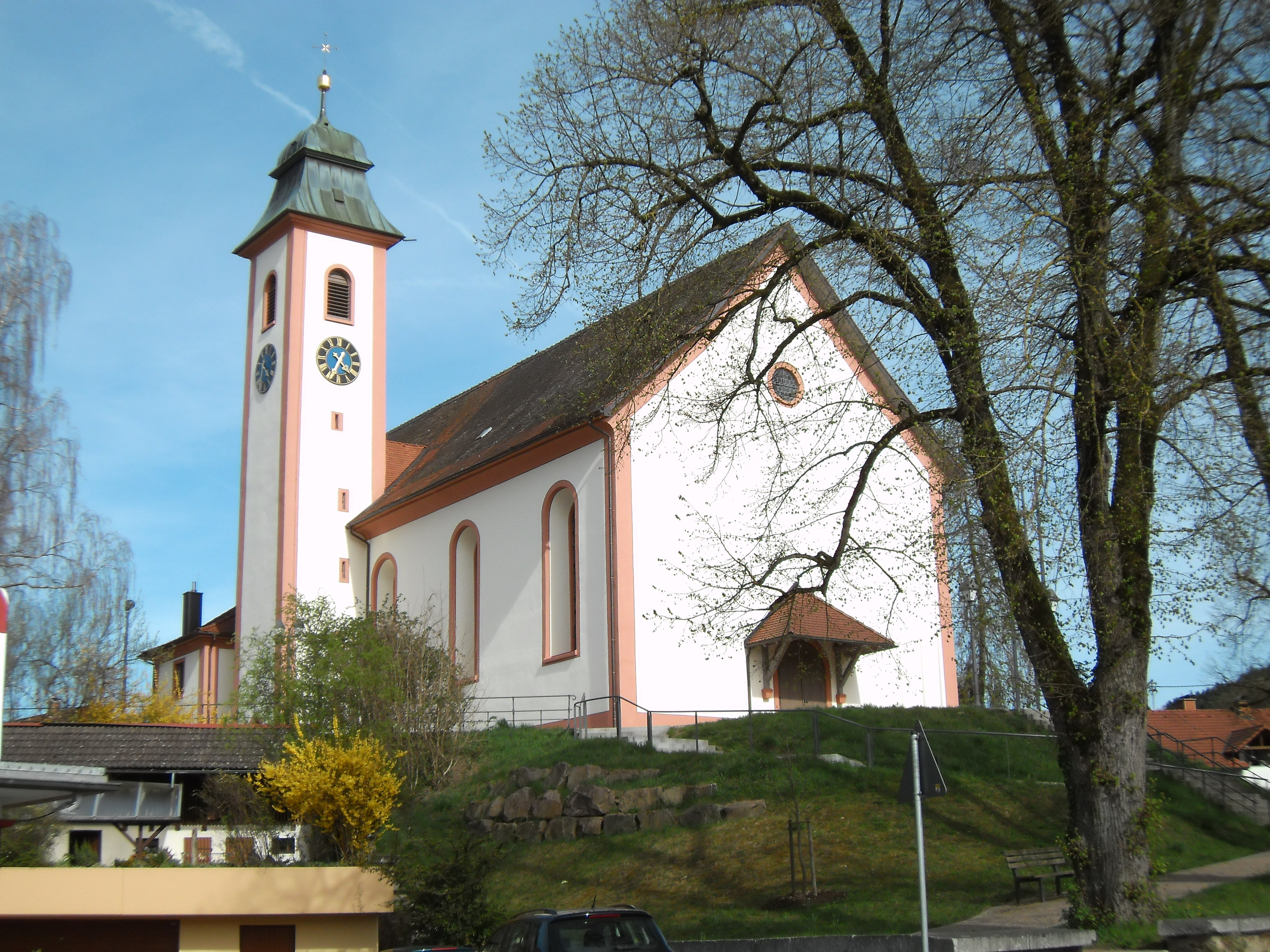
Pfarrkirche St. Johannes der Täufer in Schwerzen

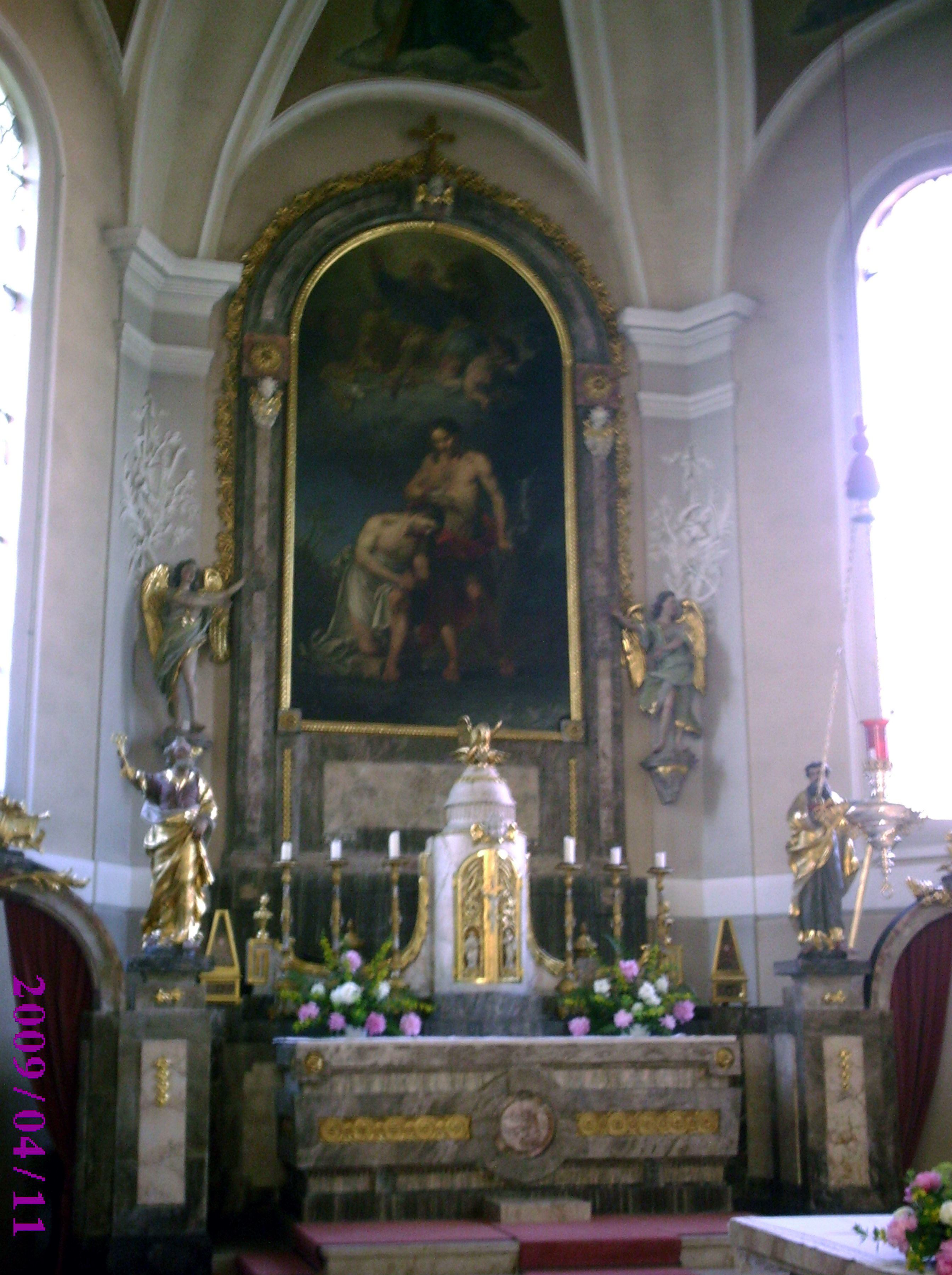
Januarius Zick: Altar und Altarbild „Die Taufe Jesus durch Johannes im Jordan“ in der Pfarrkirche Schwerzen

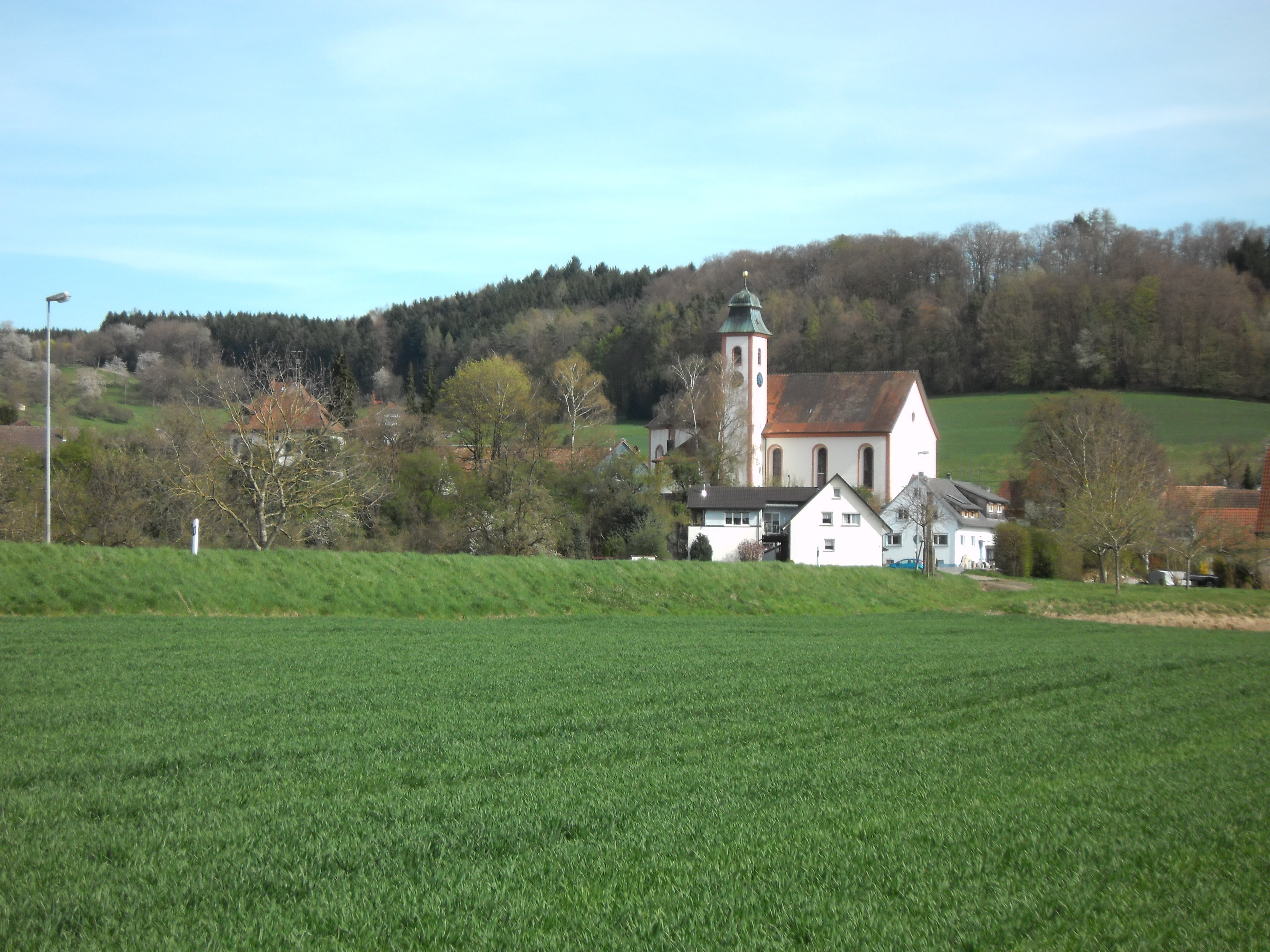
Pfarrkirche St. Johannes der Täufer in Schwerzen, links das ehemalige Pfarrhaus, im Hintergrund der Semberg

Die Pfarrkirche St. Johannes der Täufer in Schwerzen im Kreis Waldshut ist eine im Stil des Spätbarock gehaltene katholische Kirche.

## Geschichte
Die Kirche wurde in den Jahren 1781 bis auf die Nord- und Westwand sowie den Turm abgebrochen und bis 1791, vermutlich nach einem Plan des Barockbaumeister Peter Thumb, anstelle eines Vorgängerbaus von 1582 unter Einbeziehung des alten Turmes neu errichtet. Die Grundsteinlegung war am 26. Mai 1782 mit Erlaubnis des Bischofs von Konstanz, Maximilian Christoph von Rodt und auf Weisung von Fürst Johann Nepomuk von Schwarzenberg. Baumeister war Georg Schutzger von St. Blasien. Für die Errichtung auf der hochwassergeschützten Schotterterrasse über dem Wutachtal wurden Tiroler Knappen verpflichtet. Die Fundamente wurden bis auf das Straßenniveau abgesenkt.

## Innenraum
Die Ausstattung am Ende des Barock war auch durch das zu Ende gegangene Rokoko nicht mehr zu übertreffen – es gehen hier schon die neuen Elemente des Klassizismus ein. Noch ganz im Barockstil gehalten ist das Hauptaltargemälde des Kurtrierischen Hofmalers Januarius Zick das die Taufe Jesus durch Johannes im Jordan zeigt.
An der Seitenwand befindet sich ein Epitaph derer von Beck. Darauf steht oben auf dem Kelch das Motto der Freiherren: Einer für alle, und unter den Namen der einst in der Kirche Bestatteten steht: Ruhet sanft in eurer Gruft, bis auch uns der Schöpfer ruft.
Die Alabaster-Reliefs und die Kanzel fertigte der Bildhauer Johann Friedrich Vollmar. Er gestaltete auch den Hauptaltar mit dem Tabernakel. Das Bild des linken Seitenaltars wurde 1834 unter Pfarrer Franz Sales Schmid aufgestellt und zeigt die Himmelfahrt Mariens; es stammt von der Freiburger Künstlerin Kreszentia Stadler, Vorbild waren wohl Gemälde von Bartolomé Esteban Murillo. Die Reliquienpyramiden links und rechts auf dem Hauptaltar wurden vom Chorherrn des St. Verenastifts in Zurzach, Franz Leopold Ignatius von Beck zu Willmendingen am 4. Dezember 1802 gestiftet und enthalten Knochensplitter der Hl. Märtyrer Felix, Clemens, Fortunat und Reparat.
Aufgrund wiederholtem Vandalismus ist die Kirche nur noch anlässlich der Gottesdienste geöffnet.

## Orgel

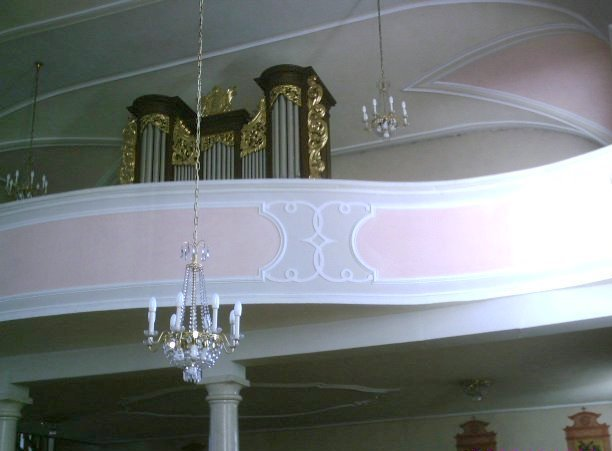
Orgelempore

Die Erwerbung der Orgel des Orgelbauers Johann Ferdinand Balthasar Stieffell von 1792 ist das Verdienst von Franz Sales Kirn, der von 1952 bis 1972 Pfarrer der Pfarrkirche zu Schwerzen war. Sie wurde im Jahr 1958 eingebaut und 1971 restauriert. Es fanden Orgelkonzerte und Schallplattenaufnahmen statt.
| Manualwerk C– |             |     |
| 1.            | Coppel      | 08′ |
| 2.            | Sollicional | 08′ |
| 3.            | Praestant   | 04′ |
| 4.            | Octav       | 02′ |
| 5.            | Mixtur IV   |     |

| Manualwerk C– |                   |        |
| 06.           | Principal         | 08′    |
| 07.           | Gamba             | 08′    |
| 08.           | Floet             | 04′    |
| 09.           | Quint             | 01 ⁄3′ |
| 10.           | Cornett V (ab c1) | 08′    |
|               | Tremulant         |        |

| Pedal C–f1 |             |     |
| 11.        | SubBass     | 16′ |
| 12.        | OctavBass   | 08′ |
| 13.        | PosaunBass  | 08′ |
| 14.        | ClaironBass | 04′ |

## Glocken
Die Kirchenglocken mussten im Ersten und Zweiten Weltkrieg jeweils für die Rüstungsproduktion abgegeben werden, die ersten hatte die Glockengießerei Rosenlächer gegossen, die zweiten stammten von der Glockengießerei Grüninger. Die verbliebene kleinste Glocke wurde ergänzt durch die kleine Kapellenglocke von 1688 aus der Schlosskapelle von Schloss Willmendingen; beide wurden 1952 für den Guss von vier neuen Glocken aus Sonderbronze der Glockengießerei Junker abgegeben. Die Schlagtonfolge ist: fis′+5 – a′+4 – h′+1 – cis″+3.

## Naturdenkmal
Die Lindengruppe um die Kirche ist ein Naturdenkmal und gleichzeitig Teil des zukünftigen FFH-Gebiets Klettgaurücken u. a. mit dem Großen Mausohr einer Art von gemeinschaftlichem Interesse.